# Nicole Arendt
Nicole Arendt (ur. 26 sierpnia 1969 w Somerville) – amerykańska tenisistka, wicemistrzyni Wimbledonu w grze podwójnej, finalistka turniejów wielkoszlemowych w grze mieszanej.

## Kariera tenisowa
Arendt pojawiła się w prestiżowych imprezach po raz pierwszy w 1986 roku, kiedy to doszła do drugiej rundy singlowego US Open. Ponadto wygrywała turnieje z cyklu ITF. Rok później została sklasyfikowana w rankingu tenisowej organizacji kobiecej w czwartej setce. Kolejne dwa sezony przyniosły mniej dobrych rezultatów, Arendt rzadziej brała udział w zawodach. Powróciła dopiero w 1991 roku, od razu docierając do finału imprezy z cyklu Wielkiego Szlema – US Open u boku Brendy McCarthy. Przez kilkanaście kolejnych miesięcy skoncentrowana na wynikach singlowych, wśród których należy wymienić półfinały turniejów WTA w Dżakarcie i Singapurze. W 1995 roku okazało się jednak, że zdecydowanie większe osiągnięcia odnosi w grze deblowej. Wówczas to wygrała imprezy zawodowe w Houston, Zurychu i Québec. Przełomowy pod tym względem był rok 1996, kiedy to dwukrotnie – w Melbourne i Paryżu została wielkoszlemową wicemistrzynią w grze mieszanej u boku Luke Jensena, ponadto w tym pierwszym była w ćwierćfinale, podobnie jak pod koniec roku w Nowym Jorku. Razem z McCarthy wygrała World Doubles Cup. Panie zakwalifikowały się także do turnieju mistrzyń, ale nie wystartowały ze względu na kontuzję kolana Holenderki.
W roku 1997 Arendt została trzecią rakietą deblową na świecie, zarobiła ponad milion dolarów występami na korcie, doszła do czwartej rundy singlowego French Open, pokonując po drodze Janę Novotną. Odniosła kilka sukcesów deblowych, wśród których najważniejszym była obrona World Doubles Cup. Wtedy przytrafiła się jej kontuzja ramienia, co zakończyło się operacją pod koniec roku. Nicole Arendt nie występowała przez cały sezon 1998, a w tym czasie kontynuowała studia na uniwersytecie na Florydzie.
Do zawodowej rywalizacji powróciła w roku 1999, osiągając razem z Manon Bollegraf ćwierćfinał Australian Open. To osiągnięcie wyrównała na przełomie sierpnia i września w Nowym Jorku. Dopiero w maju rozegrała spotkanie gry pojedynczej w ramach turnieju w Rzymie, ale w tej konkurencji była nawet w ćwierćfinale w Birmingham, w którym uległa najwyżej rozstawionej Francuzce Nathalie Tauziat.
Po porażce w ostatniej rundzie eliminacji wielkoszlemowego Australian Open w 2000 roku definitywnie zrezygnowała ze startów singlowych, skupiając się wyłącznie na konkurencji gry podwójnej. Partnerując Bollegraf Arendt doszła do finału w Miami, Hamburgu, a także WTA Tour Championships, gdzie jednak holendersko-amerykański debel uległ Martinie Hingis i Annie Kurnikowej. Tytuł zawodowy, po czterech latach przerwy, Nicole wywalczyła w 2001 w Canberze u boku Japonki Ai Sugiyamy. W tym roku i następnym nadal zaliczała się do światowej czołówki deblowej. Po zakończeniu współpracy z Sugiyamą startowała także z Liezel Huber (razem grały w Mistrzostwach WTA, były w finale). Po roku 2003, kiedy to zagrała trzy turnieje (w tym dwa wielkoszlemowe i impreza WTA w Birmingham) zaprzestała zawodowych startów tenisowych.

## Historia występów wielkoszlemowych
Legenda
     W, wygrany turniej
     F, przegrana w finale
     SF, przegrana w półfinale
     QF, przegrana w ćwierćfinale
     xR, przegrana w x rundzie
     Qx, przegrana w x rundzie kwalifikacji
     A, brak startu
     NH, turniej się nie odbył
Turniej Australian Open odbył się dwukrotnie w 1977 roku w (styczniu i grudniu), za to nie został rozegrany w 1986 roku.

### Występy w grze pojedynczej
| Australian Open        | NH  | A   | A   | A | A   | A   | 2R  | 2R | 1R | 1R  | 3R | 1R | A | A   | Q3 | 0 / 6  | 4 – 6   |  |  |
| French Open            | A   | A   | A   | A | A   | A   | A   | A  | A  | 1R  | 1R | 4R | A | 2R  | A  | 0 / 4  | 4 – 4   |  |  |
| Wimbledon              | A   | A   | A   | A | A   | A   | A   | 2R | 2R | 1R  | 3R | 3R | A | 2R  | A  | 0 / 6  | 7 – 6   |  |  |
| US Open                | 2R  | 1R  | A   | A | A   | 1R  | 2R  | 2R | 2R | 3R  | 2R | 1R | A | Q3  | A  | 0 / 9  | 7 – 9   |  |  |
|                        |     |     |     |   |     |     |     |    |    |     |    |    |   |     |    |        |         |  |  |
| Ranking na koniec roku | 164 | 366 | 461 | – | 388 | 211 | 124 | 88 | 73 | 114 | 79 | 63 | – | 142 | –  | 0 / 25 | 22 – 25 |  |  |

### Występy w grze podwójnej
| Australian Open        | NH | A | A   | A | A | A   | 2R  | 1R | 3R | 2R | SF | QF | A | QF | 1R | SF | 3R | A   | 0 / 10 | 20 – 10 |  |  |  |  |  |
| French Open            | A  | A | A   | A | A | A   | A   | A  | A  | SF | QF | QF | A | 2R | 3R | QF | SF | 2R  | 0 / 8  | 21 – 8  |  |  |  |  |  |
| Wimbledon              | A  | A | A   | A | A | A   | 1R  | 1R | SF | QF | 3R | F  | A | QF | 2R | 2R | 2R | 1R  | 0 / 11 | 20 – 11 |  |  |  |  |  |
| US Open                | A  | A | A   | A | A | 1R  | A   | 1R | 3R | 2R | QF | SF | A | QF | 1R | 1R | 2R | A   | 0 / 10 | 14 – 10 |  |  |  |  |  |
|                        |    |   |     |   |   |     |     |    |    |    |    |    |   |    |    |    |    |     |        |         |  |  |  |  |  |
| Ranking na koniec roku | –  | – | 426 | – | – | 127 | 146 | 85 | 24 | 11 | 11 | 8  | – | 32 | 11 | 10 | 19 | 314 | 0 / 39 | 75 – 39 |  |  |  |  |  |

### Występy w grze mieszanej
| Australian Open | NH | A | A | A | A | A | A | A | A  | 2R | F  | 1R | A | A | 1R | QF | 1R | A | 0 / 6  | 7 – 6   |  |  |  |  |  |  |  |
| French Open     | A  | A | A | A | A | A | A | A | A  | 3R | F  | 1R | A | A | 1R | 2R | 1R | A | 0 / 6  | 6 – 6   |  |  |  |  |  |  |  |
| Wimbledon       | A  | A | A | A | A | A | A | A | 1R | 1R | QF | A  | A | A | 1R | 3R | A  | A | 0 / 5  | 5 – 5   |  |  |  |  |  |  |  |
| US Open         | A  | A | A | A | A | A | A | A | A  | 1R | 2R | A  | A | A | 1R | 1R | 2R | A | 0 / 5  | 2 – 5   |  |  |  |  |  |  |  |
|                 |    |   |   |   |   |   |   |   |    |    |    |    |   |   |    |    |    |   |        |         |  |  |  |  |  |  |  |
|                 |    |   |   |   |   |   |   |   |    |    |    |    |   |   |    |    |    |   | 0 / 22 | 20 – 22 |  |  |  |  |  |  |  |

## Finały turniejów WTA
| Legenda                   | Legenda |
| ------------------------- | ------- |
| Wielki Szlem              |         |
| Igrzyska olimpijskie      |         |
| WTA Tour Championships    |         |
| WTA Doubles Championships |         |
| 1988 – 2008               |         |
| Kategoria I               |         |
| Kategoria II              |         |
| Kategoria III             |         |
| Kategoria IV              |         |
| Kategoria V               |         |

### Gra mieszana 2 (0–2)
| Końcowy wynik | Nr | Data             | Turniej         | Nawierzchnia | Partner     | Przeciwnicy                    | Wynik finału  |
| ------------- | -- | ---------------- | --------------- | ------------ | ----------- | ------------------------------ | ------------- |
| Finalistka    | 1. | 28 stycznia 1996 | Australian Open | Twarda       | Luke Jensen | Łarysa Neiland Mark Woodforde  | 6:4, 5:7, 0:6 |
| Finalistka    | 2. | 19 czerwca 1996  | French Open     | Ceglana      | Luke Jensen | Patricia Tarabini Javier Frana | 2:6, 2:6      |

## Występy w Turnieju Mistrzyń

### W grze podwójnej
| Rok  | Rezultat    | Partnerka       | Przeciwniczki                        | Wynik            |
| 1995 | Półfinał    | Manon Bollegraf | Jana Novotná Arantxa Sánchez Vicario | 6:7(7), 6:2, 2:6 |
| 1997 | Półfinał    | Manon Bollegraf | Alexandra Fusai Nathalie Tauziat     | 3:6, 2:3 krecz   |
| 2000 | Finał       | Manon Bollegraf | Martina Hingis Anna Kurnikowa        | 2:6, 3:6         |
| 2002 | Ćwierćfinał | Liezel Huber    | Cara Black Jelena Lichowcewa         | 3:6, 6:7(5)      |

## Występy w turnieju WTA Doubles Championships
| Rok  | Rezultat    | Partnerka       | Przeciwniczki                   | Wynik            |
| 1995 | Ćwierćfinał | Laura Golarsa   | Patty Fendick Jill Hetherington | 4:6, 6:7         |
| 1996 | Zwycięstwo  | Manon Bollegraf | Gigi Fernández Natalla Zwierawa | 6:3, 2:6, 7:6(6) |
| 1997 | Zwycięstwo  | Manon Bollegraf | Rachel McQuillan Nana Miyagi    | 6:1, 3:6, 7:5    |